# Obryta (gromada)
Obryta – dawna gromada, czyli najmniejsza jednostka podziału terytorialnego Polskiej Rzeczypospolitej Ludowej w latach 1954–1972.
Gromady, z gromadzkimi radami narodowymi (GRN) jako organami władzy najniższego stopnia na wsi, funkcjonowały od reformy reorganizującej administrację wiejską przeprowadzonej jesienią 1954 do momentu ich zniesienia z dniem 1 stycznia 1973, tym samym wypierając organizację gminną w latach 1954–1972.
Gromadę Obryta z siedzibą GRN w Obrytej utworzono – jako jedną z 8759 gromad na obszarze Polski – w powiecie pyrzyckim w woj. szczecińskim na mocy uchwały nr V/49/54 WRN w Szczecinie z dnia 5 października 1954. W skład jednostki weszły obszary dotychczasowych gromad Nowy Przylep, Obryta, Stary Przylep i Wierzbno oraz miejscowość Reńsko z dotychczasowej gromady Warnice ze zniesionej gminy Wierzbno w tymże powiecie. Dla gromady ustalono 15 członków gromadzkiej rady narodowej.
Gromadę zniesiono 1 stycznia 1969, a jej obszar włączono do gromad Warnice (miejscowości Nowy Przylep, Obryta i Reńsko) i Okunica (miejscowości Stary Przylep i Wierzbno) w tymże powiecie.